# DL1961
DL1961 è un marchio di denim globale che viene importato in centinaia di negozi in tutto il mondo. Il marchio è stato fondato nel 2008 con XFIT LYCRA, un tessuto brevettato da loro.
XFIT è un filo in elastam avvolto in cotone intrecciato con poliestere, prodotto dalla società madre DL ADM Denim. Dal 2013, l'azienda utilizza un processo di produzione ecologico per utilizzare meno acqua, coloranti e produrre meno rifiuti.
Secondo Liana Satenstein di Vogue, la DL1961 è "nota per le sue tute e gli stili affabili". Alexia Elejalde-Ruiz di Chicago Tribune afferma che il marchio è noto per il suo "filo progettato per snellire e prevenire le curvature". Fawnia Soo Hoo di Glamour ha descritto i loro prodotti come "jeans high-tech ed eco-chic".